# ときめきメモリアル ボーカル・ベスト・コレクション
『ときめきメモリアル ボーカル・ベスト・コレクション』は、1995年からKONAMIより発売されている一連のアルバムシリーズである。

## 概要
- ゲーム『ときめきメモリアル』のキャラクターソングアルバムシリーズ。ナンバリング6タイトルとベストアルバムの計7タイトル。1995年から1999年にリリースされている。
- 主要キャラクターのキャラクターソングを収録している。

## リリース一覧

### 1
収録曲
Disc 1
1. SMILE／片桐彩子（CV. 川口雅代）
2. 内気な眠り姫／美樹原愛（CV. 栗原みきこ）
3. SHAKE SHAKE SHAKE／伊集院レイ（CV. 津野田なるみ）
4. 彼女のように～she’s a sunny side～／鏡魅羅（CV. 五十嵐麗）
5. だからっ！／藤崎詩織（CV. 金月真美）
6. パジャマ・デート／古式ゆかり（CV. 黒崎彩子）
7. それを空に飛ばさないで／藤崎詩織（CV. 金月真美）
8. スプリングフロート／早乙女優美（CV. よしきくりん）
9. ハードカヴァーはずして／如月未緒（CV. 関根明子）

Disc 2
1. ときめき／藤崎詩織（CV. 金月真美）
2. 恋愛物語入門 ①初歩の初歩／虹野沙希（CV. 菅原祥子）
3. おサカナになりたい～1000Wに願いを～／虹野沙希（CV. 菅原祥子）
4. 無口な風／清川望（CV. 笹木綾子）
5. もっと！モット！ときめき／藤崎詩織（CV. 金月真美）
6. この想いのせて／如月未緒（CV. 関根明子）
7. 恋はほどほどに～過ちを2度繰り返さない為に～／片桐彩子（CV. 川口雅代）
8. あなたの瞳にうつる時間／美樹原愛（CV. 栗原みきこ）
9. 神様の常識／紐緒結奈（CV. 中友子）
10. 二人の時／藤崎詩織（CV. 金月真美）

### 6〜FINAL〜
収録曲
1. 涙が微笑む日を待っている
歌：金月真美
2. 七色の毛糸玉
歌：黒崎彩子
3. aquarium
歌：五十嵐麗
4. やってらんない
歌：鉄砲塚葉子
5. I am…
歌：中友子
6. プロローグ
歌：永井信子
7. 心にまで黄昏が
歌：川口雅子
8. Happy Birthday
歌：菅原祥子
9. Over the sky
歌：菊池志穂
10. Double Bubble時代
歌：津野田なるみ、黒崎彩子
11. Holy Love
歌：菊池正美

### アンコールスペシャル
収録曲
1. 笑顔いっぱい！
歌：菅原祥子
2. 恋はほどほどに
歌：川口雅代
3. 観覧車にのって
歌： 黒崎彩子
4. 風よ
歌：関根明子
5. 透明な仮面
歌：津野田なるみ
6. 彼女のように
歌：五十嵐麗
7. アンテナ・ライフ
歌：鉄炮塚葉子
8. 手のひらの革命
歌：中友子
9. My energy
歌：よしきくりん
10. あなたがいるから
歌：栗原みきこ
11. Sincerely
歌：笹木綾子
12. フィフネルの宇宙服
歌：菊池志穂
13. 女々しい野郎どもの詩
歌：上田祐司
14. 二人の時
歌：金月真美
15. ハートのスタートライン
歌：ときめきオールスターズ